# Martin Stiassny
Martin Stiassny (* 9. Juli 1943 in Berlin) ist Präsident der Europäischen Go Föderation (EGF), der europäischen Organisation für das Brettspiel Go.

## Werdegang
Martin Stiassny wurde in Berlin geboren und wuchs ab 1946 in Wien auf. 1954 kam er von Wien nach Deutschland, wo er am Soester Aldegrever-Gymnasium 1962 das Abitur ablegte. Im Mai 1962 begann er ein Studium der Mathematik an der FU in Berlin. Prägend wurde Prof. Karl Peter Grotemeyer, der spätere Gründungsrektor der Universität Bielefeld, mit dem er nach Bielefeld wechselte. Martin Stiassny wurde der erste Diplomand (Mathematik) der Universität Bielefeld. Er arbeitete 30 Jahre in Düsseldorf und Hamburg bei IBM, davon 15 Jahre als Manager.

## Go Organisator
Seit 1979 arbeitet Martin Stiassny als Go-Organisator, besonders wirkte er bei folgenden Europäischen Go-Kongressen (Europäischen Go-Meisterschaften) mit: Königswinter 1979, Hamburg 1988, Strausberg 2000 und Leksand 2008. Er organisiert regelmäßig im Spätsommer Go-Turniere in Leksand am Siljan-See in Mittelschweden, oft mit einer begleitenden Go Summer School. 2007 war die Profispielerin Yoon Young-sun Hauptlehrerin dort, die auf seine Initiative hin in Hamburg lebt und unterrichtet. Martin Stiassny ist einer der Initiatoren der deutschen Go-Bundesliga.

## Präsident der Europäischen Go Föderation
Martin Stiassny war jahrelang Präsident des Deutschen Go-Bundes (1982–1989 und 1999–2004), ist seit 2004 Direktor der Internationalen Go Föderation (IGF) und seit 2009 Präsident der Europäischen Go Föderation. Er hat das Ziel erreicht, durch Wettkämpfe Europäische Profispieler zu etablieren, die es vorher fast ausschließlich in Asien gab.
Seit 2010 gibt es die Pandanet Go European Team Championship, von Martin Stiassny initiiert und gemanagt, die als Vorbild der Amerikanischen City-League und der Ibero-Amerikanischen Team Meisterschaft diente. 2012 managte er den Go-Part der 2. World Mind Sports Games in Lille. 
Seit Juni 2023 ist Stiassny Ehrenpräsident des DGoB.